# سگمنت سی
سگمنت سی (انگلیسی: C-segment) سومین ردهٔ کوچک از تقسیم‌بندی اروپایی برای خودروهای سواری است که با عنوان «خودروهای متوسط» شناخته می‌شوند. این رده با کلاس اندازه‌ای «خودروی کوچک خانوادگی» مؤسسهٔ یورو ان‌سی‌ای‌پی، و ردهٔ خودروهای کامپکت در ایالات متحده آمریکا و بریتانیای کبیر برابر است.
در سال ۲۰۱۱، سهم فروش سگمنت سی از بازار اروپا معادل ۲۳٪ بوده‌است.

## تعریف
تقسیم‌بندی‌های اروپایی بر پایهٔ معیارهای اندازه یا وزن انجام نمی‌گیرند. در عمل، خودروهای سگمنت سی به‌گونه‌ای توصیف شده‌اند که طول آن‌ها حدوداً ۴٫۵ متر (۱۵ فوت) باشد.
به‌دلیل تسلط طولانی‌مدت خودروی فولکس‌واگن گلف بر بازار خودروهای سگمنت سی، در بسیاری از بخش‌های اروپا از این کلاس خودروها غالباً با نام «سگمنت گلف» نیز یاد می‌شود.

## مدل‌های کنونی
در میان خودروهای سگمنت سی، در حال حاضر پنج خودروی برتر از نظر میزان فروش در اروپا به‌ترتیب عبارتند از فولکس‌واگن گلف، فورد فوکوس، اشکودا اکتاویا، پژو۳۰۸ و اوپل آسترا.

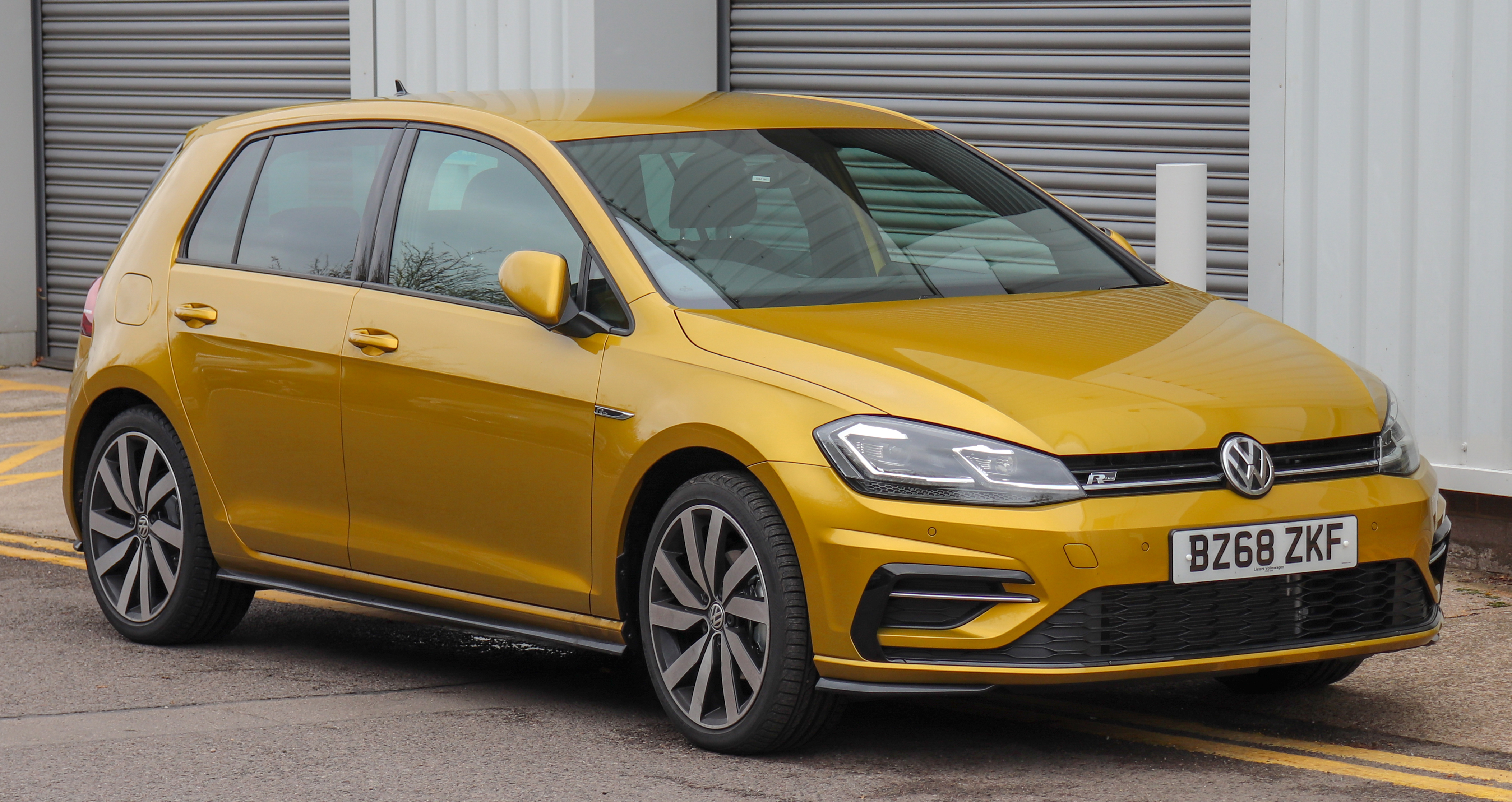
فولکس‌واگن گلف (۱۹۷۴–اکنون)
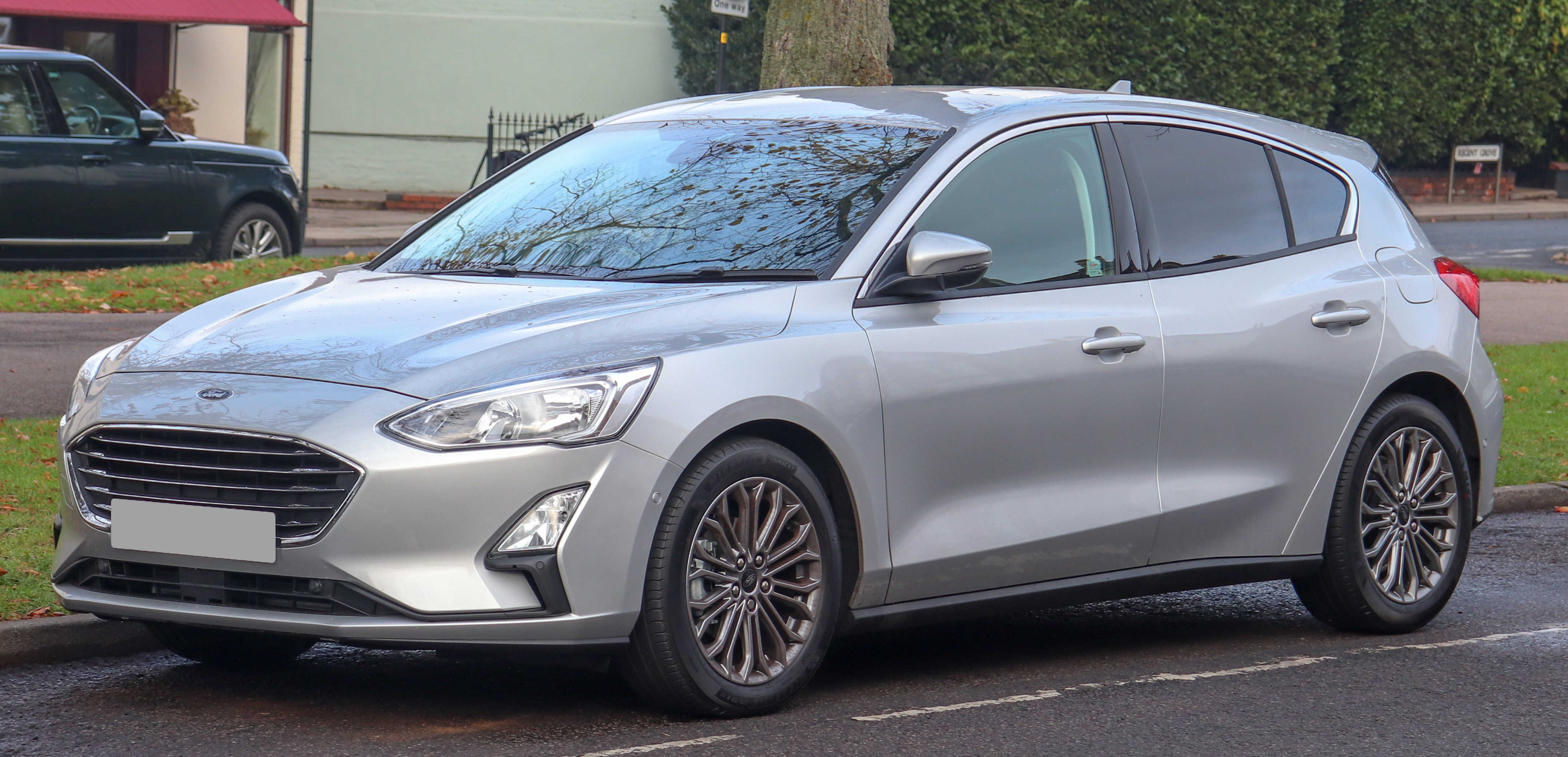
فورد فوکوس (۱۹۹۸–اکنون)
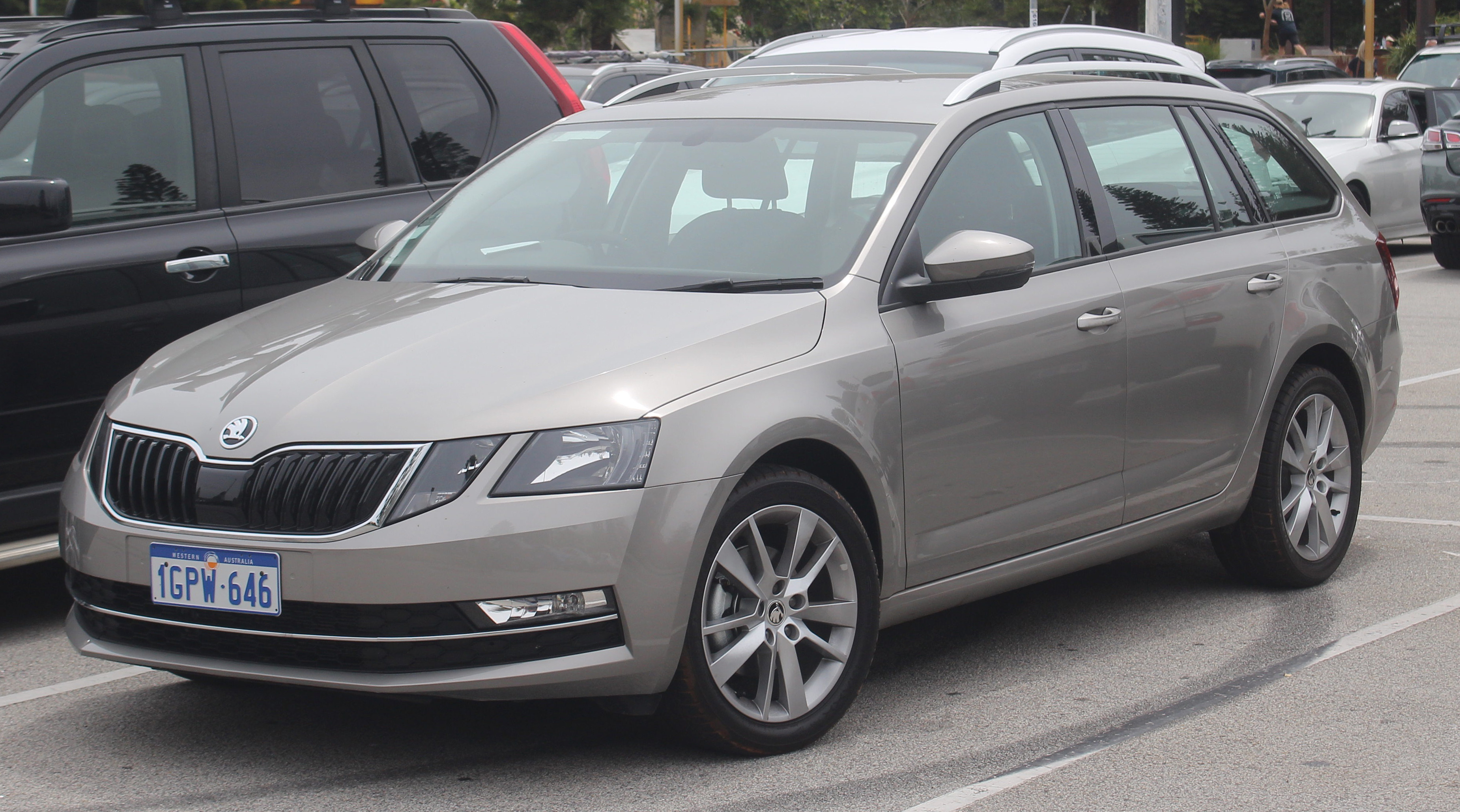
اشکودا اکتاویا (۱۹۹۶–اکنون)
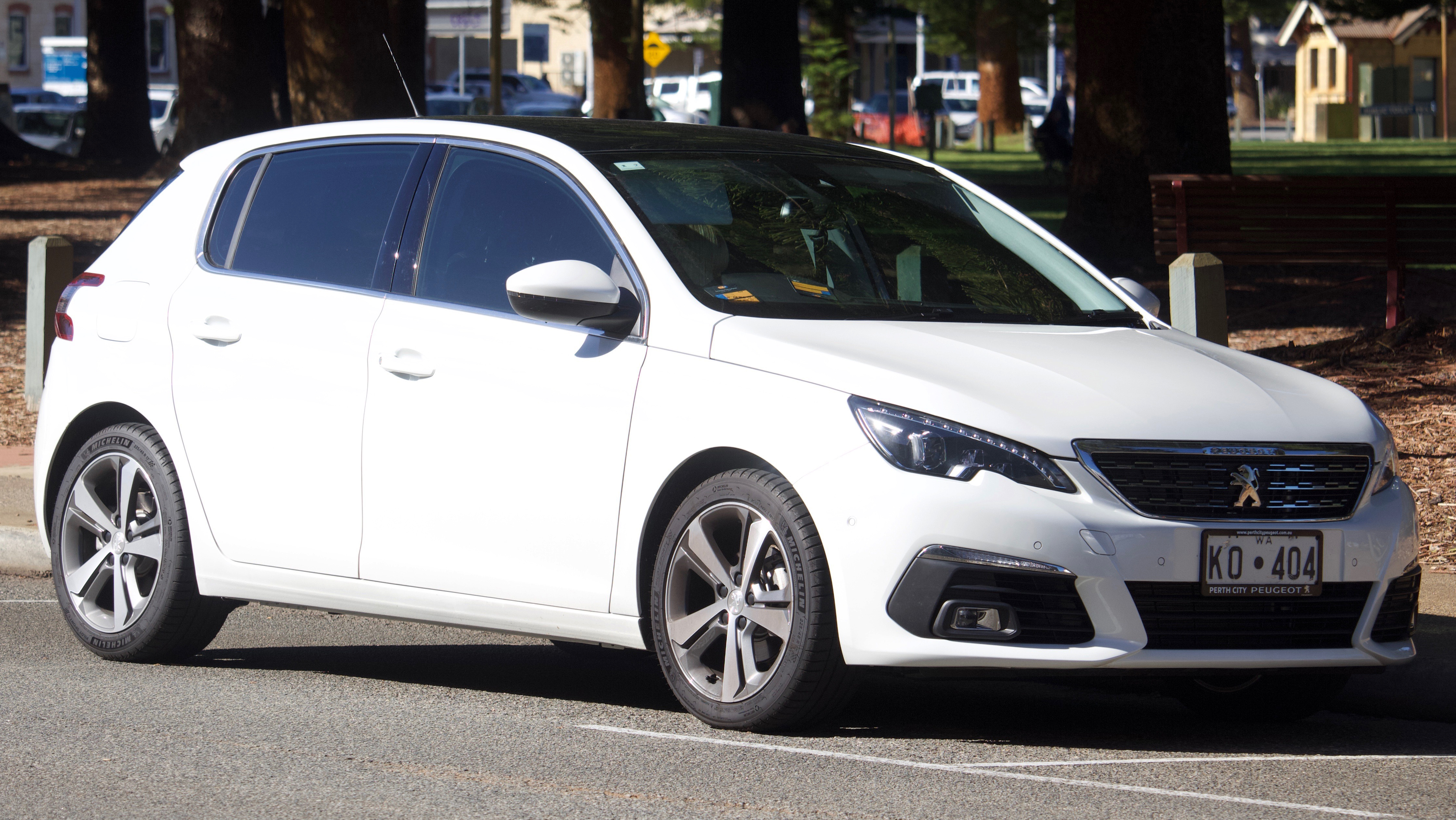
پژو ۳۰۸ (۲۰۰۷–اکنون)
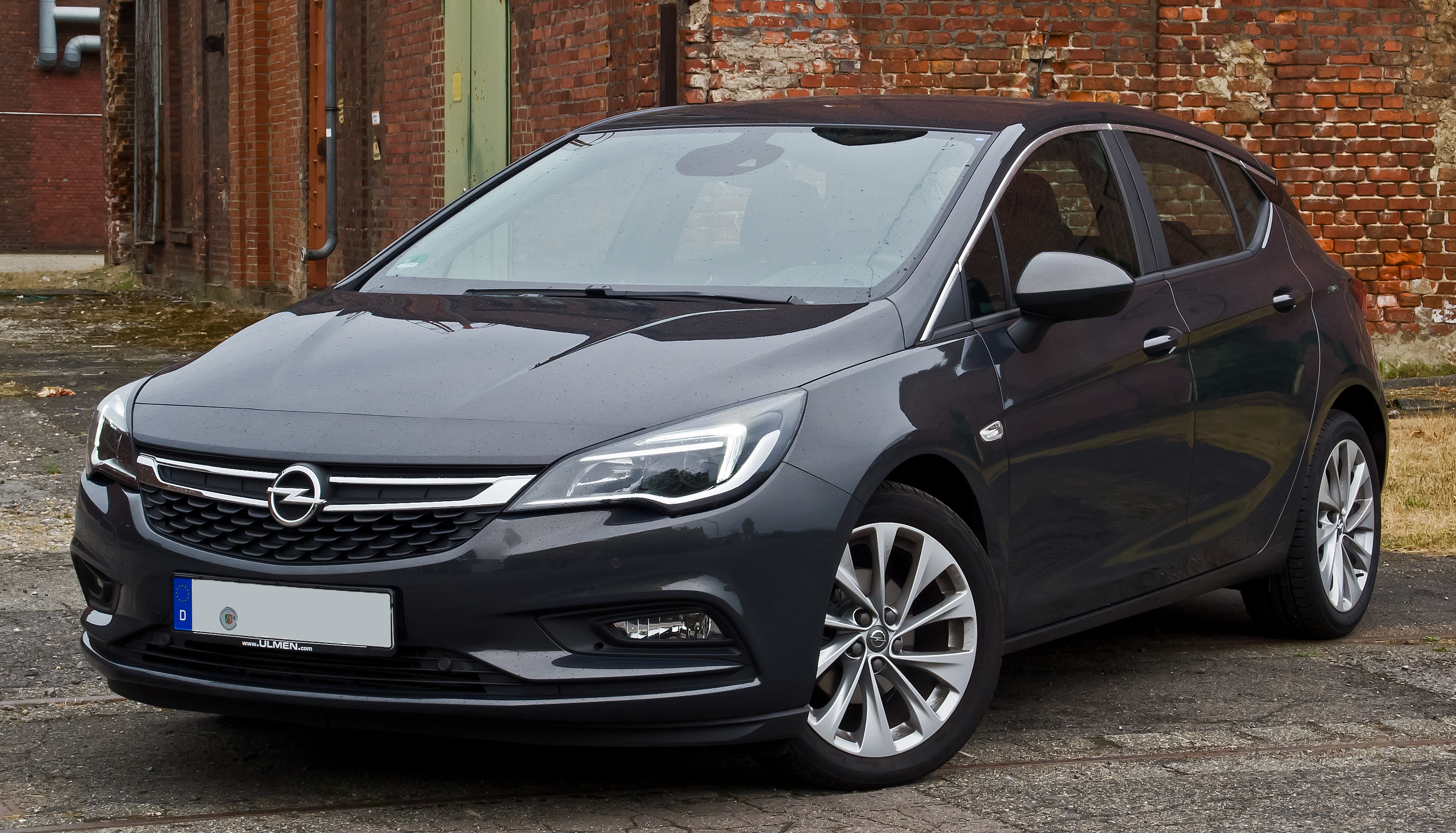
اوپل آسترا
(۱۹۹۱–اکنون)

## آمار فروش
| ردهٔ ۲۰۱۸ | تولیدکننده  | مدل     | فروش ۲۰۱۴ | فروش ۲۰۱۵ | فروش ۲۰۱۶ | فروش ۲۰۱۷ | فروش ۲۰۱۸ | ٪ تغییر (۲۰۱۷–۲۰۱۸) |
| -------- | ----------- | ------- | --------- | --------- | --------- | --------- | --------- | ------------------- |
| ۱        | فولکس‌واگن   | گلف     | ۵۲۳٬۷۲۹   | ۵۳۴٬۵۳۵   | ۴۹۱٬۶۸۱   | ۴۸۲٬۱۷۷   | ۴۴۵٬۳۰۳   | –۸٪                 |
| ۲        | اشکودا      | اکتاویا | ۲۰۵٬۰۷۱   | ۲۱۵٬۷۹۷   | ۲۲۶٬۷۳۷   | ۲۲۷٬۲۱۳   | ۲۱۶٬۶۷۶   | –۵٪                 |
| ۳        | فورد        | فوکوس   | ۲۲۲٬۲۹۷   | ۲۳۲٬۱۶۰   | ۲۱۲٬۰۸۳   | ۲۱۲٬۳۵۳   | ۱۹۹٬۱۹۷   | –۶٪                 |
| ۴        | اوپل/واکسول | آسترا   | ۱۷۹٬۵۴۷   | ۱۹۲٬۹۷۳   | ۲۵۰٬۴۱۰   | ۲۱۶٬۵۱۵   | ۱۵۸٬۶۷۴   | –۲۷٪                |
| ۵        | پژو         | ۳۰۸     | ۱۶۱٬۵۱۵   | ۲۱۳٬۷۶۴   | ۱۹۴٬۶۵۰   | ۱۵۷٬۴۲۲   | ۱۵۳٬۶۵۱   | –۲٪                 |
| ۶        | سیات        | لئون    | ۱۳۶٬۸۹۶   | ۱۴۱٬۷۷۷   | ۱۴۳٬۹۳۸   | ۱۴۴٬۹۵۱   | ۱۳۹٬۴۷۰   | –۴٪                 |
| ۷        | رنو         | مگان    | ۱۳۵٬۲۰۶   | ۱۲۳٬۱۱۴   | ۱۴۸٬۲۱۳   | ۱۶۷٬۸۳۶   | ۱۳۸٬۰۷۷   | –۱۸٪                |
| ۸        | تویوتا      | آریس    | ۱۲۸٬۹۰۵   | ۱۲۹٬۶۴۸   | ۱۲۸٬۹۰۶   | ۱۱۴٬۱۰۵   | ۱۱۱٬۹۱۲   | –۲٪                 |
| ۹        | فیات        | تیپو    | —         | —         | ۶۰٬۲۸۶    | ۱۲۳٬۷۶۲   | ۱۰۲٬۳۴۱   | –۱۷٪                |
| ۱۰       | هیوندای     | آی۳۰    | ۸۱٬۶۸۶    | ۸۹٬۹۵۷    | ۷۷٬۰۱۱    | ۷۵٬۸۰۲    | ۷۹٬۴۹۷    | +۵٪                 |
| منبع:    |             |         |           |           |           |           |           |                     |

## خودروهای کامپکت ام‌پی‌وی

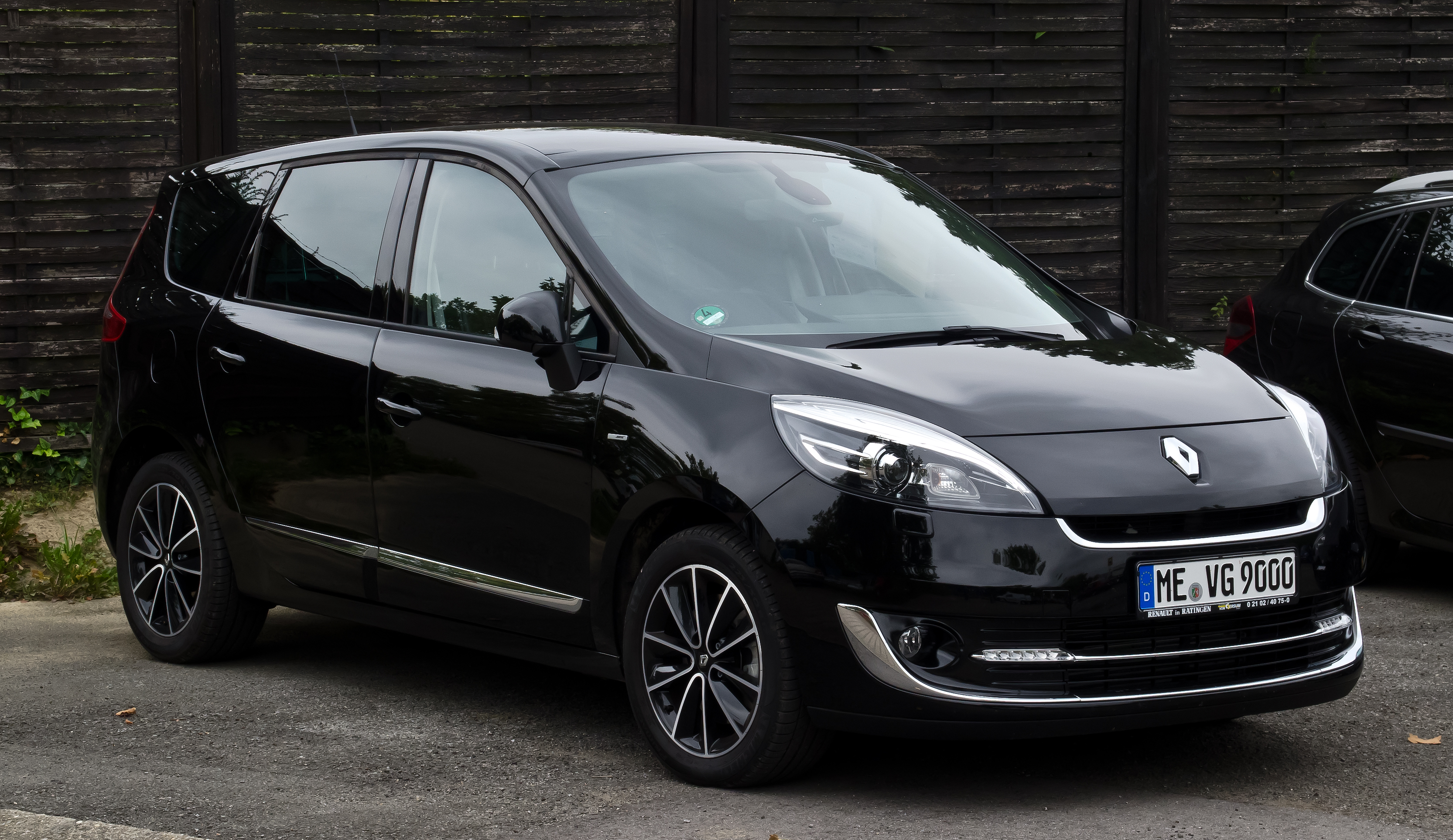
رنو سینیک ۲۰۱۲

در طول سال‌های آخر دههٔ ۱۹۹۰ محبوبیت خودروهای کامپکت ام‌پی‌وی، به‌عنوان رقیبی برای خودروهای کامپکت افزایش یافت و مدل‌هایی نظیر رنو سینیک و سیتروئن سی۴ پیکاسو در اروپا به شهرت رسیدند. با توجه به سیر صعودی محبوبیت خودروهای شاسی‌بلند کامپکت، در اوایل دههٔ ۲۰۱۰ تقاضا برای خودروهای کامپکت ام‌پی‌وی رو به کاهش بوده‌است.